# فرانك ستانتون
فرانك ستانتون (بالإنجليزية: Frank Stanton)‏ هو شخصية أعمال أمريكي، ولد في 20 مارس 1908 في مسكيغون في الولايات المتحدة، وتوفي في 24 ديسمبر 2006 في بوسطن في الولايات المتحدة.

## وصلات خارجية
- فرانك ستانتون على موقع IMDb (الإنجليزية)
- فرانك ستانتون على موقع الموسوعة البريطانية (الإنجليزية)
- فرانك ستانتون على موقع إن إن دي بي (الإنجليزية)
- فرانك ستانتون على موقع قاعدة بيانات الفيلم (الإنجليزية)